# بيت هاميل
بيت هاميل (بالإنجليزية: Pete Hamill)‏ا (1935 - 2020)، هو كاتب وصحفي أمريكي، ولد في 24 يونيو 1935 في بروكلين في الولايات المتحدة.

## وصلات خارجية
- بيت هاميل على موقع IMDb (الإنجليزية)
- بيت هاميل على موقع ألو سيني (الفرنسية)
- بيت هاميل على موقع ميوزك برينز (الإنجليزية)
- بيت هاميل على موقع أول موفي (الإنجليزية)
- بيت هاميل على موقع قاعدة بيانات الأفلام السويدية (السويدية)
- بيت هاميل على موقع إن إن دي بي (الإنجليزية)
- بيت هاميل على موقع قاعدة بيانات الفيلم (الإنجليزية)
- بيت هاميل على موقع كينوبويسك (الروسية)